# Абдуллах ибн Мухаммад ат-Таиша
Абдалла́х ибн аль-Саи́д Муха́ммед (ат-Таиша), по прозвищу Халифа (устар. Абдуллаи араб. عبدالله بن سيد محمد خليفة‎; 1843 или 1846 — убит в ноябре 1899) — правитель независимого махдистского государства на территории Судана в 1885—1898 годах. Сподвижник основателя государства Мухаммада Ахмада (Махди Суданского; Muhammad Ahmad ibn as Sayyid Abd Allah),

## Биография
Абдаллах происходил из арабского племени таиша группы баггара в Дарфуре.
Получил образование исламского учителя, есть сведения, что он был работорговцем.
Стал последователем Махди в 1880 году, от которого в 1881 году получил прозвище «Халифа». Стал его основным военным и административным помощником в руководстве восстанием махдистов в Судане. Впервые участвовал в битве при Эль-Обейде, во время которого были разбиты англо-египетские войска под руководством Уильяма Хика.
Затем был главным руководителем осады Хартума с февраля 1884 года по 26 января 1885 года.
22 июня 1885 года Мухаммад Ахмад аль-Махди умер от тифа, после этого возникла борьба за власть, в которой победил Абдуллах.
Абдаллах значительно укрепил махдистское государство, ему удалось ликвидировать сепаратизм отдельных племенных вождей, наладить производство оружия и создать сильную армию. Благодаря этому он организовал упорное сопротивление английским колонизаторам в 1896—1898 годах.
В сентябре 1898 года произошло сражение при Омдурмане, в котором английские войска возглавлял подполковник Герберт Китченер.
Потерпев поражение от англичан, Абдаллах развернул в Судане партизанскую войну и погиб в бою при Ом-Дебрикате в провинции Кордофан в 1899 году.